# Stenopus
Stenopus (лат.) — род десятиногих ракообразных из семейства Stenopodidae инфраотряда Stenopodidea. Морские животные. Один из представителей рода, Stenopus hispidus, является популярным питомцем морских аквариумов.

## Виды
На февраль 2024 в од включают 12 видов:
- Stenopus chrysexanthus Goy, 1992
- Stenopus cyanoscelis Goy, 1984
- Stenopus devaneyi Goy, 1984
- Stenopus earlei Goy, 1984
- Stenopus goyi Saito, Okuno & Chan, 2009
- Stenopus hispidus (Olivier, 1811)
- Stenopus pyrsonotus Goy & Devaney, 1980
- Stenopus sayaensis Chen & Chan, 2023
- Stenopus scutellatus Rankin, 1898
- Stenopus spinosus Risso, 1827
- Stenopus tenuirostris De Man, 1888
- Stenopus zanzibaricus Bruce, 1976